# Raga

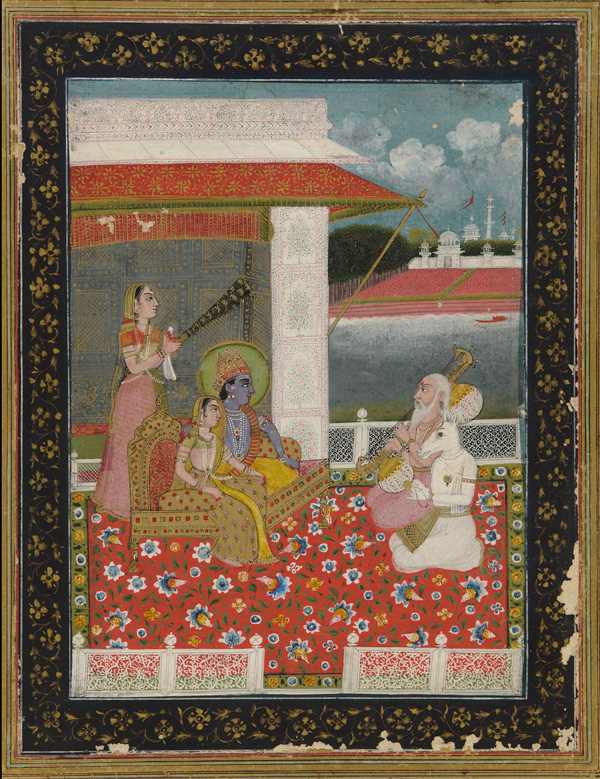
Recital di Raga per Krishna e Rādhā, dipinto del XIX secolo

Il termine Raga o Rāga indica, nella musica classica indiana, particolari strutture musicali, che seguono nell'esecuzione precise regole relativamente alle frasi melodiche consentite o vietate, e sono basati su un certo numero di scale musicali di base. Per ogni scala di base esistono innumerevoli Rāga teoricamente possibili, anche se nella pratica effettiva dei musicisti ammontano complessivamente a qualche centinaio. Una particolarità rispetto alla prassi esecutiva occidentale è che molti Rāga prevedono l'utilizzo di due scale differenti, a seconda che la frase musicale sia ascendente o discendente.
In India esistono due sistemi di musica classica, quello indostano del Nord e quello carnatico del Sud, che si differenziano in molti aspetti pur mantenendo una base fondamentale comune. Le scale di base del sistema indostano sono 10, sei delle quali conosciute anche in Occidente, scelte per le loro particolari caratteristiche strutturali. Queste formano un punto di riferimento per un gran numero di altre scale. Il sistema carnatico invece contempla 72 scale teoriche possibili, di cui 32 effettivamente utilizzabili, basate sulle combinazioni delle note. Le scale dei due sistemi sono usate intercambiabilmente, anche se con nomi e classificazione diversi.
Ogni brano classico dell'India, è basato su un certo Rāga: l'accompagnamento del canto o l'esecuzione solista viene eseguita improvvisando sulle note della scala del raga, in accordo alle regole caratteristiche del raga stesso.
Le 7 note indiane che compongono la scala diatonica sono chiamate Sa, Re, Ga, Ma, Pa, Dha, Ni.

## Cicli temporali
Nella cultura indiana la concezione del tempo è ciclica. In ambito musicale questa concezione si manifesta a tre livelli:
- Ciclo annuale (stagioni)
- Ciclo giornaliero
- Ciclo temporale del ritmo musicale

### Ciclo annuale
Durante l'anno in India si avvicendano cinque stagioni, ognuna delle quali possiede qualità emotive e sentimentali dominanti. Ognuna di queste qualità trova rispondenza nelle qualità dei raga, in base a ciò determinati raga sono eseguiti preferibilmente in alcune stagioni rispetto ad altre. Questa classificazione è più o meno stringente a seconda che il raga in questione sia più o meno fortemente caratterizzato (certi raga possono essere eseguiti solo in periodi dell'anno ben precisi, mentre altri vengono eseguiti tutto l'anno).

### Ciclo giornaliero
Analoga suddivisione esiste per il ciclo giornaliero. Le 24 ore sono suddivise in otto parti da tre ore di durata, ognuna di queste parti è caratterizzata da diversi sentimenti dominanti e da una diversa combinazione, in particolare, delle energie del Sole e della Terra, e favorisce o sfavorisce la buona riuscita dell'esecuzione di un raga e della manifestazione del suo sentimento. Ciò determina anche il limite teorico di durata di una particolare esecuzione (tre ore appunto), in quanto il cambiamento della fase temporale del giorno può implicare la non adeguatezza del raga per la nuova fase. Determinate note della scala possono essere adatte o meno ad una determinata ora del giorno, quindi anche in questo caso certi raga vengono eseguiti solo in certe fasi del ciclo di 24 ore, mentre altri possono essere eseguiti in qualsiasi momento.

### Ciclo ritmico musicale
Nell'esecuzione di un raga, dopo la fase iniziale di improvvisazione priva di un preciso schema ritmico, entra in gioco il tala, termine che indica una struttura ritmica ciclica suddivisa in un certo numero di unità di base (matra), con una forma caratteristica che individua precisamente il particolare tala. Non esistono tempi generici come in Occidente (4/4, 6/8, ecc.), ma forme ritmiche cicliche ben riconoscibili e con caratteristiche proprie, che combinate con la forma del raga vincolano lo sviluppo dell'improvvisazione. Analogamente a quanto avviene per la melodia con la forma del raga, la forma del tala è punto di partenza per l'elaborazione di improvvisazioni ritmiche di grande complessità, con variazioni sulla forma di base e con cicli che si ripetono all'interno di cicli più vasti.

## Musicisti
Tra i musicisti e le musiciste indiani più importanti e conosciuti ricordiamo:

### Canto
- Ustad Amir Khan
- Bhimsen Joshi
- Gangubai Hangal
- Kishori Amonkar
- Pandit Jasraj
- Pandit Ajoy Chakrabarty
- Ustad Rashid Khan
- Latha Mangeshkar

### Sitar
- Ravi Shankar
- Budhaditya Mukherjee
- Ustad Vilayat Khan
- Nikhil Banerjee
- Krishna Chakravarty
- Krishna Bhatt
- Ustad Nishat Khan

### Sarangi
- Ram Narayan
- Narayan Das Mishra
- Ustad Sabri Khan
- Ustad Sultan Khan

### Sarod
- Baba Allauddin Khan
- Ali Akbar Khan
- Aashish Khan
- Amjad Ali Khan
- Krishnamurti Sridhar
- Partho Sarothy

### Flauto bansuri
- Hariprasad Chaurasia

### Santur
- Shivkumar Sharma

### Chitarra indiana
- Brijbushan Kabra
- Debashish Bhattacharya
- Vishwa Mohan Bhatt

### Vina
- Zia Mohiuddin Dagar
- Bahauddin Dagar
- Ustad Asad Ali Khan
- Shamsuddin Faridi Desai

### Sintetizzatori
- Charanjit Singh